# Lawrence Elery Wilson
 Lawrence Elery Wilson (* 7. Juli 1884 in Village, Columbia County, Arkansas; † 23. Juni 1946) war ein US-amerikanischer Politiker. Zwischen 1931 und 1933 war er Vizegouverneur des Bundesstaates Arkansas.

## Werdegang
Lawrence Wilson besuchte die öffentlichen Schulen seiner Heimat und unterrichtete danach selbst für einige Zeit als Lehrer. Danach arbeitete er in der Holzbranche. Seit dem Jahr 1917 lebte er in Camden, wo er im Handel tätig war. Gleichzeitig schlug er als Mitglied der Demokratischen Partei eine politische Laufbahn ein. Zwischen 1922 und 1926 war er im Ouachita County als Circuit and Chancery Clerk angestellt. Danach saß er von 1926 bis 1929 als Abgeordneter im Repräsentantenhaus von Arkansas.
Im Jahr 1930 wurde Wilson an der Seite von Harvey Parnell zum Vizegouverneur von Arkansas gewählt. Dieses Amt bekleidete er zwischen 1931 und 1933. Dabei war er Stellvertreter des Gouverneurs und Vorsitzender des Staatssenats. Nach dem Ende seiner Zeit als Vizegouverneur ist er politisch nicht mehr in Erscheinung getreten. Er starb am 23. Juni 1946.